# Српски добровољачки корпус (Први светски рат)
Српски добровољачки корпус је била српска војна јединица из Првог светског рата, коју су углавном чинили бивши припадници аустроугарске војске српске, хрватске и словеначке националности који су ратовали на Источном фронту, а који су прешли да се боре на страни Србије.

## Оснивање
Аустроугарска војска је мобилизовала бројне припаднике свог југословенског живља и послала их на Источни фронт. Међутим, заробљени југословенски војници и дезертери су прелазили на страну Антанте. По споразуму српске и руске владе у лето 1915, Русија је почела Дунавом да шаље добровољце у Србију. Ступањем Бугарске у рат на страни Централних сила, онемогућено је пребацивање добровољаца у Србију. Њихово окупљање у Русији је настављено, па је у Одеси новембра 1915. основан Српски добровољачки одред, који је почетком 1916. имао око хиљаду војника и официра. Прва српска добровољачка дивизија је основана 16. априла 1916. и бројала је 18.868 војника. Она је укључена у састав 47. руског корпуса и упућена на фронт у Добруџи. Уз руске и румунске трупе, дивизија се борила против удружених немачких, бугарских и турских јединица од 24. августа до 16. октобра 1916. Упркос великим губицима које је претрпела Прва српска добровољачка дивизија, прилив добровољаца се наставио, па је основана и Друга српска добровољачка дивизија, а од те две дивизије је основан Српски добровољачки корпус, на чијем је челу био генерал Михаило Живковић. Штаб корпуса је био у Одеси, док су штабови Прве и Друге дивизије били у Вознесенску и Александровску. У Одеси је од 17. априла 1917. па до 1918. године излазио часопис „Словенски југ“, у ком је излаган програм за оснивање уједињене државе Јужних Словена.
До Фебруарске револуције у корпусу се нашло око 40.000 војника. Због револуционарних превирања у Царској Русији почео је да се осипа број војника, па је у лето 1917. у њему остало 20.000 војника. Дезертери из СДК су у време Октобарске револуције и Руског грађанског рата активно учествовали на страни Црвених.
Крајем лета 1917. Прва српска добровољачка дивизија је поново послата у Добруџу, али је повучена због незадовољства војске. Друга дивизија и део прве дивизије су преко Сибира пребачену у Дајрен, а одатле британским бродовима на Солунски фронт. На Солунски фронт је стигло око 12.500 војника.

## Пребацивање добровољачких дивизија на Солунском фронту
У марту 1917. букнула је у Русији револуција. На пространом руском фронту од Балтика до Црног мора, настало је братимљење између руских и непријатељских војника. Руски војник није хтео више да се бори, већ је одлазио кући. Настала је опасност, да се српске добровољачке дивизије не уплету у ову револуцију, нарочито када су неколицина официра добровољаца — Хрвата, на челу са резервним потпоручником Миланом Банићем, тражили да се у добровољачке јединице уведу „комитети”, подобно комитетима, који су се тада уводили у руској војсци.
У циљу спасавања добровољачких дивизија од ове опасне заразе, као и бесциљности даљег останка у Русији, отпочето је 30. августа пребацивање добровољачких организованих јединица на Солунски фронт, где су биле веома потребне за попуну проређених редова српске војске.
Транспортовање добровољаца из Русије у Солун изведено је овим правцима:
- Преко Архангелска бродовима у Енглеску и затим жељезницом, односно бродовима преко Француске, Италије и Грчке и
- Преко Сибира на Даљни жељезницом, а затим бродовима до Суеца, па жељезницом до Александрије и најзад бродовима у Солун.

Од приспевшег првог транспорта добровољаца преко Архангелска формирано је 16 чета, које су у децембру 1917. појачале дивизије српске војске, а од добровољаца из осталих транспорта и Вардарске дивизије формирана је 14. јануара 1918. г. „Југословенска дивизија”.